# Zimbor
Zimbor (en hongrois Magyarzsombor) est une commune roumaine du județ de Sălaj, dans la région historique de Transylvanie et dans la région de développement du Nord-ouest.

## Géographie
La commune de Zimbor est située dans le sud-est du județ, à la limite avec le județ de Cluj, sur la rivière Almaș, au contact avec les collines de Cluj et de Dej, à 28 km au sud-est de Zalău, le chef-lieu du județ.
Zimbor appartient à la région ethnographique rurale de Kalotaszeg, à l'identité autrefois très marquée.
La municipalité est composée des cinq villages suivants (population en 2002) :
- Chendremal (170) ;
- Dolu (130) ;
- Sâncraiu Almașului (286) ;
- Sutoru (166) ;
- Zimbor (537), siège de la commune.

## Histoire
La première mention écrite de la commune date de 1332 sous le nom de Zumbur.
La commune, qui appartenait au royaume de Hongrie, faisait partie de la principauté de Transylvanie et elle en a donc suivi l'histoire.
Après le compromis de 1867 entre Autrichiens et Hongrois de l'empire d'Autriche, la principauté de Transylvanie disparaît et, en 1876, le royaume de Hongrie est partagé en comitats. Zimbor intègre le comitat de Kolozs (Kolozsmegye), dont le chef-lieu était la ville de Kolozsvar (Cluj-Napoca).
À la fin de la Première Guerre mondiale, l'Empire austro-hongrois disparaît et la commune rejoint la Grande Roumanie.
En 1940, à la suite du deuxième arbitrage de Vienne, elle est annexée par la Hongrie jusqu'en 1944. Elle réintègre la Roumanie après la Seconde Guerre mondiale et devient une commune du județ de Sălaj auquel elle appartient de nos jours.

## Religions
En 2002, la composition religieuse de la commune était la suivante :
- Chrétiens orthodoxes, 91,93 % ;
- Réformés, 2,24 % ;
- Baptistes, 2,09 %.

## Démographie
En 1910, à l'époque austro-hongroise, la commune comptait 2 391 Roumains (82,88 %) et 400 Hongrois (13,86 %).
En 1930, on dénombrait 2 514 Roumains (89,85 %), 158 Hongrois (5,65 %), 103 Juifs (3,68 %) et 19 Tsiganes (0,68 %).
En 1956, après la Seconde Guerre mondiale, 2 643 Roumains (95,07 %) côtoyaient 137 Hongrois (4,93 %).
En 2002, la commune comptait 1 217 Roumains (94,41 %), 32 Hongrois (2,48 %) et 37 Tsiganes (2,87 %). On comptait à cette date 971 ménages et 624 logements.
| 1850  | 1880  | 1900  | 1910  | 1920  | 1930  | 1941  | 1956  | 1966  |
| ----- | ----- | ----- | ----- | ----- | ----- | ----- | ----- | ----- |
| 2 666 | 2 568 | 2 674 | 2 885 | 2 676 | 2 798 | 2 994 | 2 780 | 2 508 |

| 1977  | 1992  | 2002  | 2007  | - | - | - | - | - |
| ----- | ----- | ----- | ----- | - | - | - | - | - |
| 2 215 | 1 447 | 1 289 | 1 135 | - | - | - | - | - |

## Économie
L'économie de la commune repose sur l'agriculture et l'élevage, malgré un patrimoine minéral important (charbon, sables, graviers, chaux).

## Communications

### Routes
Zimbor est située à l'intersection des routes nationales DN1F Zalău-Cluj-Napoca et DN1G Jibou-Huedin.

## Lieux et monuments
- Zimbor, église orthodoxe en bois de la Dormition de la Vierge de 1843[5].

- Zimbor, manoir Zsombory.